# Pilea villicaulis
Pilea villicaulis är en nässelväxtart som beskrevs av Hand.-mazz.. Pilea villicaulis ingår i släktet pileor, och familjen nässelväxter. Inga underarter finns listade i Catalogue of Life.